# Inter Dominion Pacing Championship
Inter Dominion Pacing Championship, är ett passgångslopp för 4-åriga och äldre varmblodiga travhästar som körs varje år i december i Australien eller Nya Zeeland. Olika travbanor turas om att vara värd för loppet. Loppet har körts sedan 1948.

## Segrare
| År         | Bana             | Vinnare              | Kusk              | Tränare           | Miletid | Distans |
| ---------- | ---------------- | -------------------- | ----------------- | ----------------- | ------- | ------- |
| 2019       | Alexandra Park   | Ultimate Sniper      | Natalie Rasmussen | Mark Purdon       | 1:56.0  | 2 700 m |
| 2018       | Tabcorp Park     | Tiger Tara           | Todd McCarthy     | Kevin Pizzuto     | 1:53.9  | 2 760 m |
| 2017       | Cloucester Park  | Lazarus              | Mark Purdon       | Mark Purdon       | 1:57.6  | 2 936 m |
| 2016       | Cloucester Park  | Smolda               | Mark Purdon       | Mark Purdon       | 1:55.8  | 2 936 m |
| 2015 (dec) | Cloucester Park  | Lennytheshark        | Chris Lewis       | David Aiken       | 1:54.8  | 2 536 m |
| 2015 (mar) | Tabcorp Park     | Beautide             | James Rattray     | James Rattray     | 1:55.8  | 3 009 m |
| 2014       | Tabcorp Park     | Beautide             | James Rattray     | James Rattray     | 1:55.5  | 3 009 m |
| 2013       | Tabcorp Park     | Im Themightyquinn    | Gary Hall         | Gary Hall         | 1:58.1  | 3 009 m |
| 2012       | Cloucester Park  | Im Themightyquinn    | Gary Hall         | Gary Hall         | 1:57.6  | 2 506 m |
| 2011       | Alexandra Park   | Im Themightyquinn    | Gary Hall         | Gary Hall         | 1:57.6  | 2 700 m |
| 2010       | Tabcorp Park     | Blacks A Fake        | Natalie Rasmussen | Natalie Rasmussen | 1:53.8  | 2 300 m |
| 2009       | Gold Coast       | Mr Feelgood          | Anthony Butt      | Tim Butt          | 1:56.6  | 2 609 m |
| 2008       | Moonee Valley    | Blacks A Fake        | Natalie Rasmussen | Natalie Rasmussen | 1:56.4  | 2 575 m |
| 2007       | Globe Derby Park | Blacks A Fake        | Natalie Rasmussen | Natalie Rasmussen | 1:58.6  | 2 645 m |
| 2006       | Hobart Park      | Blacks A Fake        | Natalie Rasmussen | Natalie Rasmussen | 1:58.3  | 2 579 m |
| 2005       | Alexandra Park   | Elsu                 | David Butcher     | Geoff Small       | 1:59.9  | 2 700 m |
| 2004       | Cloucester Park  | Jofess               | Darren Hancock    | Darren Hancock    | 1:58.7  | 2 544 m |
| 2003       | Addington        | Baltic Eagle         | Kim Prentice      | Kim Prentice      | 1:59.1  | 2 600 m |
| 2002       | Harold Park      | Smooth Satin         | Steve Turnbull    | Steve Turnbull    | 1:58.3  | 2 565 m |
| 2001       | Albion Park      | Yulestar             | Tony Shaw         | Lorraine Nolan    | 1:56.2  | 2 647 m |
| 2000       | Moonee Valley    | Shakamaker           | John Justice      | John Justice      | 1:59.5  | 2 540 m |
| 1999       | Alexandra Park   | Our Sir Vancelot     | Brian Hancock     | Brian Hancock     | 2:03.0  | 3 200 m |
| 1998       | Hobart Park      | Our Sir Vancelot     | Brian Hancock     | Brian Hancock     | 2:00.1  | 2 750 m |
| 1997       | Globe Derby Park | Our Sir Vancelot     | Brian Hancock     | Brian Hancock     | 1:58.7  | 2 645 m |
| 1996       | Cloucester Park  | Young Mister Charles | Peter Morris      | Gary Hancock      | 1:58.0  | 2 500 m |
| 1995       | Addington        | Golden Reign         | Chris Alford      | Noel Alexander    | 1:58.1  | 2 600 m |
| 1994       | Harold Park      | Weona Warrior        | Brian Hancock     | Brian Hancock     | 2:00.3  | 2 700 m |
| 1993       | Albion Park      | Jack Morris          | Rod Chambers      | Shaun Harney      | 1:57.8  | 2 600 m |
| 1992       | Moonee Valley    | Westburn Grant       | Vic Frost         | Vic Frost         | 1:59.4  | 2 840 m |